# Love in the Moonlight
Love in the Moonlight (hangul: 구르미 그린 달빛; rr: Gureumi Geurin Dalbit; lit. Moonlight Drawn by Clouds) é uma série de televisão sul-coreana estrelada por Park Bo-gum e Kim Yoo-jung. É uma história de um romance juvenil desenvolvido durante o século 19 na dinastia Joseon. A série é baseada no romance web Moonlight Drawn by Clouds, que foi serializado pela primeira vez pela Naver em 2013 e, consequentemente, publicado como uma série de livros de cinco volumes em 2015. A série foi exibida pela KBS2 entre 22 de agosto a 18 de outubro de 2016, com um total de dezoito episódios.

## Enredo
Hong Ra-on (Kim Yoo-jung) é uma jovem que se disfarça de homem, de nome Sam Nom, e trabalha como um escritor, dando dicas de relacionamento para homens infelizes durante a Dinastia Joseon. Uma carta de amor escrita para um cliente, faz com que ela conheça Lee Yeong, o Príncipe herdeiro Hyo-myeong (Park Bo-gum), primeiro filho do Rei Sunjo (Kim Seung-soo) e Kim Byung-yeon (Kwak Dong-yeon), seu fiel protetor.
Após várias desventuras, Ra-on é vendida ao Palácio Real como um eunuco e passa a servir a Consorte Real Suk-ui (Jeon Mi-seon) e a Princesa Yeong-eun (Heo Jung-eun). Ra-on envolve-se na disputa política entre a Rainha Kim (Han Soo-yeon) e seu pai, o Primeiro-Ministro Kim Heon (Cheon Ho-jin), que por sua vez, está educando seu neto, Kim Yoon-sung (Jung Jin-young), para assumir o trono, fazendo com que o jovem tenha que enfrentar seu amigo de infância, Lee Yeong, na sucessão real. Com Ra-on e Byung-yeon ao seu lado, Lee Yeong tenta enfrentar os ministros ávidos pelo poder para reclamar seu lugar de direito.

## Elenco

### Principal
- Park Bo-gum como Lee Yeong[2][3]
  - Jung Yun-seok como Lee Yeong jovem

É o único filho do Rei e herdeiro do trono. Inteligente, brilhante e travesso, é odiado por seus servos por ser imprevisível. Ele tem uma afinidade para as artes e música.
- Kim Yoo-jung como Hong Ra-on[4][5]
  - Kim Ji-young como Ra-on jovem

Também conhecida como Sam-nom, é popular e inteligente. Foi criada como um menino por sua mãe e ganha a vida disfarçando-se como um conselheiro de relacionamentos. Ela se torna um eunuco de Lee Yeong.
- Jung Jin-young como Kim Yoon-sung
  - Lee Hyo-je como Yoon-sung jovem

Carismático e equilibrado, é um estudioso de família influente. Ele cresceu ao lado de Lee Yeong e costumavam ser melhores amigos.
- Chae Soo-bin como Jo Ha-yeon

Uma mulher à frente de sua geração. É orgulhosa, mundana e simples. Como a filha do ministro influente dos Ritos, ela foi escolhida como consorte real de Lee Yeong.
- Kwak Dong-yeon como Kim Byung-yeon
  - Noh Kang-min como Byung-yeon jovem

Um qualificado esgrimista e estudioso. Ele também é o chefe da guarda real do palácio do príncipe herdeiro. Não é só amigo de infância de Lee Young, como também é o seu confidente.

### Recorrente

#### Membros da realeza
- Kim Seung-soo como o Rei
- Jeon Mi-seon como Lady Park Suk-ui
- Jung Hye-sung como Princess Myeong-eun
- Heo Jung-eun como Princess Yeong-eun

#### Eunucos e Maids
- Jang Gwang como Eunuch Han
- Lee Jun-hyeok como Eunuch Jang
- Tae Hang-ho como Do Gi
- Jo Hee-bong como Eunuch Sung
- Oh Eui-shik como Seong Yeol
- Choi Dae-chul como Eunuch Ma
- Jung Yoo-min como Wol-hee

#### Clã Kim
- Cheon Ho-jin como Kim Heon, Primeiro Ministro
- Han Soo-yeon como a Rainha
- Park Chul-min como Kim Eui-gyo, Ministro de Pessoal
- Bang Joong-hyun como Kim Geun-gyo, Ministro da Tributação

#### Clã Jo e outros
- Lee Dae-yeon como Jo Man-hyeong, Ministro dos Ritos
- Ahn Nae-sang como Professor Dasan
- Ahn Se-ha como Master Jung Dor-yong
- Kang Ki-doong
- Jeong Hae-gyoon
- Lee Moon-sik

### Participações
- Cha Tae-hyun como um servo da fazenda
- Cho Yeo-jeong como uma senhora nobre
- Seo Jeong-yeon como a Rainha falecido de clã Yoon
- Kim Yeo-jin como Lady Kim
- Kim Byung-chul como professor de Yeong

## Produção

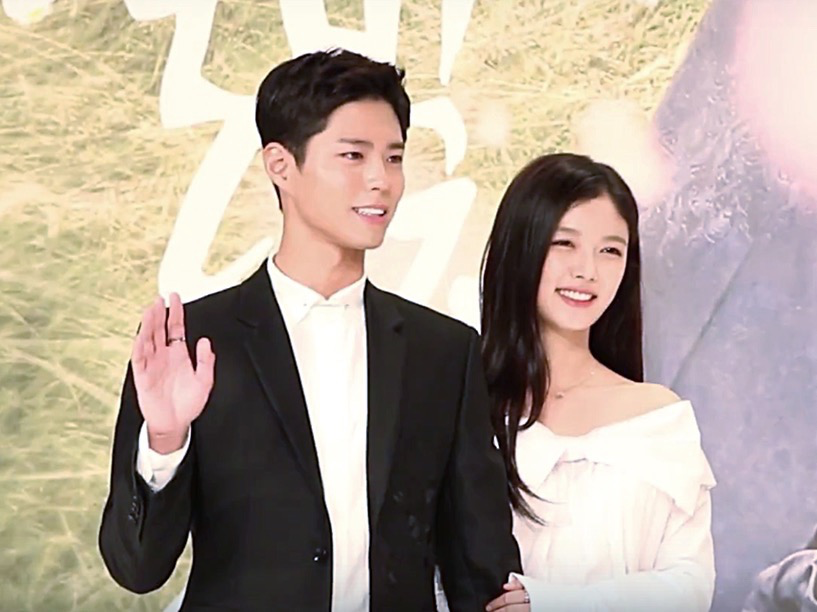
Park e Kim na conferência de imprensa do drama, em agosto de 2016.

Em dezembro de 2015, a KBS Media anunciou que eles estariam adaptando e produzindo o romance popular da web Moonlight Drawn by Clouds escrito por Yoon Yi-soo. Park Bo-gum se juntou ao projeto em fevereiro de 2016, e Kim Yoo-jung em abril. A primeira leitura do roteiro foi realizado em Yeouido, Seul em 26 de maio de 2016 e as filmagens começaram no início de junho.
Em conferência de imprensa realizada em 18 de agosto de 2016, o diretor Kim Sung-yoon indicou que apesar da série ser definida no século 19, a produção é voltada para mostrar uma mensagem mais contemporânea acrescentando: "Nosso foco foi sobre a criação de um romance que é bastante charmoso, mas também triste. Eu gostaria que vocês se divertissem assistindo. Não há nenhuma grande metáfora. Em vez de revelar uma mensagem política, nós nos concentramos em contar uma história que é fácil de identificar, através de emoções como o amor maternal e amor paterno."
Love in the Moonlight é a segunda colaboração entre o diretor Baek Sang-hoon, o cineasta Kim Si-hyeong e o diretor musical Kang Dong-yoon depois de trabalhar em Descendants of the Sun (2016).

### Musical
Em setembro de 2016, devido à popularidade do drama, a KBS Media também adquiriu os direitos para adaptar Love in the Moonlight em uma produção musical.

## Trilha sonora
| OST Part 1 |                                       |                     |         |  |
| N.º        | Título                                | Artista             | Duração |  |
| 1.         | "No Sleep" (잠은 다 잤나봐요)         | Soyou Yoo Seung-woo | 3:41    |  |
| 2.         | "No Sleep" (잠은 다 잤나봐요) (Inst.) |                     | 3:41    |  |

| OST Part 2 |                                               |         |         |  |
| N.º        | Título                                        | Artista | Duração |  |
| 1.         | "Swallowing My Heart" (마음을 삼킨다)         | Sandeul | 3:49    |  |
| 2.         | "Swallowing My Heart" (마음을 삼킨다) (Inst.) |         | 3:49    |  |

| OST Part 3 |                                                        |         |         |  |
| N.º        | Título                                                 | Artista | Duração |  |
| 1.         | "Moonlight Drawn by Clouds" (구르미 그린 달빛)         | Gummy   | 4:00    |  |
| 2.         | "Moonlight Drawn by Clouds" (구르미 그린 달빛) (Inst.) |         | 4:00    |  |

| OST Part 4 |                               |         |         |  |
| N.º        | Título                        | Artista | Duração |  |
| 1.         | "Misty Road" (안갯길)         | Ben     | 3:58    |  |
| 2.         | "Misty Road" (안갯길) (Inst.) |         | 3:58    |  |

| OST Part 5 |                                              |               |         |  |
| N.º        | Título                                       | Artista       | Duração |  |
| 1.         | "Fondly, Goodbye" (다정하게, 안녕히)         | Sung Si-kyung | 3:49    |  |
| 2.         | "Fondly, Goodbye" (다정하게, 안녕히) (Inst.) |               | 3:49    |  |

| OST Part 6 |                            |         |         |  |
| N.º        | Título                     | Artista | Duração |  |
| 1.         | "Melting" (녹는다)         | K.Will  | 4:10    |  |
| 2.         | "Melting" (녹는다) (Inst.) |         | 4:10    |  |

| OST Part 7 |                                                           |          |         |  |
| N.º        | Título                                                    | Artista  | Duração |  |
| 1.         | "A Love Shining Like a Star" (별처럼 빛나는 사랑)         | Eddy Kim | 3:18    |  |
| 2.         | "A Love Shining Like a Star" (별처럼 빛나는 사랑) (Inst.) |          | 3:18    |  |

| OST Part 8 |                                                |         |         |  |
| N.º        | Título                                         | Artista | Duração |  |
| 1.         | "Because I Miss You" (그리워 그리워서)         | Beige   | 3:19    |  |
| 2.         | "Because I Miss You" (그리워 그리워서) (Inst.) |         | 3:19    |  |

| OST Part 9 |                        |               |         |  |
| N.º        | Título                 | Artista       | Duração |  |
| 1.         | "Love is Over"         | Baek Ji-young | 3:46    |  |
| 2.         | "Love is Over" (Inst.) |               | 3:46    |  |

| OST Part 10 |                                       |          |         |  |
| N.º         | Título                                | Artista  | Duração |  |
| 1.          | "Interlocking Fingers" (깍지)         | Lee Juck | 3:46    |  |
| 2.          | "Interlocking Fingers" (깍지) (Inst.) |          | 3:46    |  |

| Special Background Music |                                              |             |         |  |
| N.º                      | Título                                       | Artista     | Duração |  |
| 1.                       | "The Moonlight Flow" (달빛이 흐른다) (Inst.) | Second Moon | 2:51    |  |
| 2.                       | "Halo Stars" (별후광음) (Inst.)              | Second Moon | 4:12    |  |
| 3.                       | "Take My Hand" (내 손을 잡아요) (Inst.)      | Second Moon | 3:04    |  |

### Canções cartografadas
| Título                                  | Ano  | Melhores posições | Melhores posições | Vendas          | Observações |
| Título                                  | Ano  | KOR Gaon Chart    | CHN Baidu         | Vendas          | Observações |
| --------------------------------------- | ---- | ----------------- | ----------------- | --------------- | ----------- |
| "No Sleep" (Soyou, Yoo Seung-woo)       | 2016 | 5                 | 20                | - KOR: 340,685+ | Part 1      |
| "Swallowing My Heart" (Sandeul)         | 2016 | 22                | 10                | - KOR: 138,514+ | Part 2      |
| "Moonlight Drawn By Clouds" (Gummy)     | 2016 | 2                 | 20                | - KOR: 378,370+ | Part 3      |
| "Misty Road" (Ben)                      | 2016 | 10                | 10                | - KOR: 149,813+ | Part 4      |
| "Fondly, Goodbye" (Sung Si-kyung)       | 2016 | 5                 | 4                 | - KOR: 224,465+ | Part 5      |
| "Melting" (K.Will)                      | 2016 | 13                | 4                 | - KOR: 89,390+  | Part 6      |
| "A Love Shining Like a Star" (Eddy Kim) | 2016 | 50                | 1                 | - KOR: 44,102+  | Part 7      |
| "Because I Miss You" (Beige)            | 2016 | ASA               | 10                | ASA             | Part 8      |
| "Love is Over" (Baek Ji-young)          | 2016 | ASA               | 6                 | ASA             | Part 9      |

## Recepção
Na tabela abaixo, os números azuis representam as audiências mais baixas e os números vermelhos representam as audiências mais elevadas.
| Episódio | Título                                                                    | Data de transmissão    | Audiência média | Audiência média              | Audiência média | Audiência média              |
| Episódio | Título                                                                    | Data de transmissão    | TNmS Ratings    | TNmS Ratings                 | AGB Nielsen     | AGB Nielsen                  |
| Episódio | Título                                                                    | Data de transmissão    | Em todo o país  | Região Metropolitana de Seul | Em todo o país  | Região Metropolitana de Seul |
| -------- | ------------------------------------------------------------------------- | ---------------------- | --------------- | ---------------------------- | --------------- | ---------------------------- |
| 1        | Moonlight Destiny (달빛 인연)                                             | 22 de agosto de 2016   | 8.7%            | 10.0%                        | 8.3%            | 9.0%                         |
| 2        | The Path to You (너에게로 통(通)하는 길)                                  | 23 de agosto de 2016   | 9.3%            | 10.4%                        | 8.5%            | 8.8%                         |
| 3        | I'm Behind You (후아유 (後我有) - 너의 뒤에 내가 있다)                    | 29 de agosto de 2016   | 15.5%           | 17.9%                        | 16.0%           | 17.4%                        |
| 4        | After the Play Ends (연극이 끝나고 난 뒤)                                 | 30 de agosto de 2016   | 17.1%           | 18.8%                        | 16.4%           | 16.5%                        |
| 5        | Tell Me Your Wish (소원을 말해봐)                                         | 5 de setembro de 2016  | 16.9%           | 19.3%                        | 19.3%           | 20.0%                        |
| 6        | When I Want to Tell Untold Secrets (말할 수 없는 비밀이 말하고 싶어질 때) | 6 de setembro de 2016  | 17.9%           | 21.0%                        | 18.8%           | 18.9%                        |
| 7        | Confession (고백)                                                         | 12 de setembro de 2016 | 18.4%           | 22.0%                        | 20.4%           | 20.9%                        |
| 8        | You Don't Know Anything (잘 알지도 못하면서)                              | 13 de setembro de 2016 | 16.7%           | 19.8%                        | 19.7%           | 20.6%                        |
| 9        | The Moment the Door of My Heart Opened (마음의 빗장이 열리는 순간)        | 19 de setembro de 2016 | 17.9%           | 20.5%                        | 21.3%           | 22.4%                        |
| 10       | Like a Fairy Tale (동화처럼)                                              | 20 de setembro de 2016 | 16.2%           | 18.6%                        | 19.6%           | 20.2%                        |
| 11       | Promise (약속)                                                            | 26 de setembro de 2016 | 18.6%           | 20.6%                        | 20.7%           | 20.6%                        |
| 12       | Faith Becomes Destiny (믿음은 그대로 운명이 된다)                         | 27 de setembro de 2016 | 18.6%           | 21.1%                        | 20.1%           | 19.9%                        |
| 13       | Fondly, Goodbye                                                           | 3 de outubro de 2016   | 16.4%           | 19.2%                        | 18.5%           | 18.8%                        |
| 14       | Misty Road                                                                | 4 de outubro de 2016   | 17.5%           | 20.1%                        | 18.7%           | 19.4%                        |
| 15       | Lies That Seem Like the Truth                                             | 10 de outubro de 2016  | 16.9%           | 18.8%                        | 17.9%           | 18.5%                        |
| 16       | The World That You Dream Of                                               | 11 de outubro de 2016  | 17.8%           | 20.3%                        | 18.8%           | 17.8%                        |
| 17       | The End for the Beginning                                                 | 17 de outubro de 2016  | 22.5%           | 24.8%                        | 23.3%           | 23.6%                        |
| 18       | Moonlight Drawn By Clouds                                                 | 18 de outubro de 2016  | 21.6%           | 25.3%                        | 22.9%           | 22.5%                        |
| Média    | Média                                                                     | Média                  | 16.9%%          | 19.4%                        | 18.3%           | 18.7%                        |

- Um episódio especial de 150 minutos para o feriado de Chuseok foi ao ar em 16 de setembro e consistiu de versões condensadas dos episódios de número 1 a 8, além de cenas de bastidores em formato de clips.

## Prêmios e indicações
| Ano  | Prêmio             | Categoria                      | Beneficiário                        | Resultado | Ref.   |
| ---- | ------------------ | ------------------------------ | ----------------------------------- | --------- | ------ |
| 2016 | APAN Star Awards   | Melhor Atriz Revelação         | Kim Yoo-jung                        | Venceu    | [ 23 ] |
| 2016 | Korea Drama Awards | Prêmio de Excelência, Ator     | Park Bo-gum                         | Indicado  |        |
| 2016 | Asia Artist Awards | Prêmio Estrela da Ásia, Ator   | Park Bo-gum                         | Venceu    | [ 24 ] |
| 2016 | Asia Artist Awards | Prêmio de Melhor Estrela, Ator | Park Bo-gum                         | Venceu    | [ 25 ] |
| 2016 | Asia Artist Awards | Prêmio de Melhor Ícone, Drama  | Kim Yoo-jung                        | Venceu    | [ 26 ] |
| 2016 | Asia Artist Awards | Melhor Trilha Sonora           | Gummy ("Moonlight Drawn by Clouds") | Venceu    | [ 27 ] |
| 2016 | Asia Artist Awards | Prêmio de Popularidade, Ator   | Park Bo-gum                         | Indicado  |        |
| 2016 | Asia Artist Awards | Prêmio de Popularidade, Atriz  | Kim Yoo-jung                        | Indicado  |        |

## Transmissão internacional
A série vai ao ar em todo o mundo, com legendas em inglês, a partir de 23 de agosto de 2016 todas as terças e quartas-feiras às 21:50 (KST) na KBS World. Também transmitida internacionalmente no Viki e Hulu.
- China: Mango TV[30]
- Tailândia: Channel 8[31], iQIYI[32]
- Singapura, Malásia: Viu[33], iQIYI
- Hong Kong: ViuTV
- Vietnam: HTV2[34], iQIYI
- Taiwan: KKTV[35]
- Japão: KNTV[36]
- Filipinas: ABS-CBN (programa anti-anime), iQIYI
- Laos: iQIYI
- Mianmar: iQIYI
- Malásia: iQIYI
- Brunei: iQIYI
- Indonésia: iQIYI
- Camboja: iQIYI